# Giro del Veneto 2005
Il Giro del Veneto 2005, settantasettesima edizione della corsa e valida come evento dell'UCI Europe Tour 2005 categoria 1.HC, si svolse il 20 agosto 2006 su un percorso di 198,5 km. Fu vinto dall'italiano Eddy Mazzoleni che terminò la gara in 5h03'13", alla media di 39,279 km/h.
Partenza con 132 ciclisti, dei quali 55 portarono a termine il percorso.

## Ordine d'arrivo (Top 10)
| Pos. | Corridore          | Squadra       | Tempo    |
| ---- | ------------------ | ------------- | -------- |
| 1    | Eddy Mazzoleni     | Lampre        | 5h03'13" |
| 2    | Salvatore Commesso | Lampre        | a 42"    |
| 3    | Serhij Hončar      | Domina Vac.   | s.t.     |
| 4    | Giovanni Visconti  | Domina Vac.   | a 50"    |
| 5    | Paolo Valoti       | Domina Vac.   | s.t.     |
| 6    | Rinaldo Nocentini  | Acqua & Sap.  | s.t.     |
| 7    | Damiano Cunego     | Lampre        | s.t.     |
| 8    | Franco Pellizotti  | Liquigas      | s.t.     |
| 9    | Massimo Giunti     | Fassa Bortolo | s.t.     |
| 10   | Daniele Masolino   | LPR-Piacenza  | a 1'30"  |